# Genlisea filiformis
Genlisea filiformis là một loài thực vật ăn thịt thuộc chi Genlisea. Đây là loài bản địa của hầu hết các quốc gia Nam Mỹ, một số quốc gia Trung Bộ châu Mỹ, và Caribe.